# Siemion Islukow
Siemion Matwiejewicz Islukow (ros. Семён Матвеевич Ислюков, ur. 7 lutego 1915 we wsi Tajbo-Tauszewo w guberni symbirskiej, zm. 7 października 1998 w Czeboksarach) – radziecki działacz państwowy i partyjny narodowości czuwaskiej, premier Czuwaskiej ASRR (1955).

## Życiorys
Początkowo był nauczycielem w szkole podstawowej, 1934-1939 studiował w Kazańskim Instytucie Prawniczym, od 1939 należał do WKP(b). Od listopada 1939 do 1941 słuchacz Wyższej Szkoły Partyjnej przy KC WKP(b), później lektor Czuwaskiego] Komitetu Obwodowego WKP(b), kierownik Wydziału Propagandy i Agitacji Komitetu Miejskiego WKP(b) w Czeboksarach, III sekretarz i do lutego 1947 II sekretarz Komitetu Miejskiego WKP(b) w Czeboksarach. Od lutego 1947 do 1948 był III sekretarzem Czuwaskiego Komitetu Obwodowego WKP(b), jednocześnie od 17 marca 1947 do 21 kwietnia 1955 przewodniczącym Rady Najwyższej Czuwaskiej ASRR, 1948-1950 studiował w Akademii Nauk Społecznych przy KC WKP(b), od 1950 do lutego 1955 pełnił funkcję sekretarza Czuwaskiego Komitetu Obwodowego WKP(b)/KPZR.
Od 3 lutego do 14 listopada 1955 przewodniczący Rady Ministrów Czuwaskiej ASRR, od 14 listopada 1955 do 4 stycznia 1968 I sekretarz Czuwaskiego Komitetu Obwodowego KPZR, od 25 lutego 1956 do 30 marca 1971 zastępca członka KC KPZR, od 4 stycznia 1968 do 21 marca 1985 przewodniczący Prezydium Rady Najwyższej Czuwaskiej ASRR, następnie na emeryturze. Deputowany do Rady Najwyższej ZSRR od 5 do 7 kadencji.

## Odznaczenia
- Order Lenina
- Order Rewolucji Październikowej
- Order Czerwonego Sztandaru Pracy (trzykrotnie)
- Order Przyjaźni Narodów
- Order „Znak Honoru”